# Almaciles
Almaciles (o Los Almaciles) es una localidad y pedanía española perteneciente al municipio de la Puebla de Don Fadrique, en la provincia de Granada, comunidad autónoma de Andalucía. Está situada en la parte septentrional de la comarca de Huéscar. A tres kilómetros del límite con la Región de Murcia, cerca de esta localidad se encuentran los núcleos de El Entredicho, El Moral y Cañada de la Cruz.
Almaciles, a los pies de la sierra de los Tornajos, es el pueblo situado más al norte de toda la provincia de Granada, y también el más oriental, si no se incluye el diseminado de Bugéjar.

## Historia
Almaciles es población antigua y fue propiedad de los Serrano, una acaudalada familia de Huéscar. El capitán Pedro Serrano, señor de los Almaciles, junto con su mujer Quiteria Nieto, mandaron construir la iglesia o ermita de San Antonio Abad y en ella el panteón donde quisieron ser enterrados. La iglesia fue bendecida el 9 de mayo de 1586 por Diego de la Calzada, obispo de Salona, visitador general de la Archidiócesis de Toledo con permiso del arzobispo Gaspar de Quiroga y Vela.
En 1793 la población comprendía setenta y ocho caseríos con otros tantos vecinos —esto es, familias— y un total de doscientas setenta y siete «personas de comunión». Ese mismo año de 1793 —o 1787 según otras fuentes— la ermita fue erigida en parroquia rural, con cura propio y con el nombre de San Antonio de los Almaciles por el arzobispo de Toledo, Francisco Antonio de Lorenzana, que puso al frente de la misma al licenciado Pascual Donaire Candeal. A su muerte, el mismo rey Carlos IV, puso al frente de la parroquia a Francisco Javier Tabernero.
El primer bautismo se celebró el 16 de noviembre de 1787 para un niño al que se impuso el nombre de Luis Antonio Quintín.
Almaciles formó parte del término municipal de Huéscar hasta que la Puebla de Don Fadrique se constituyó en municipio aparte a comienzos del siglo XIX.

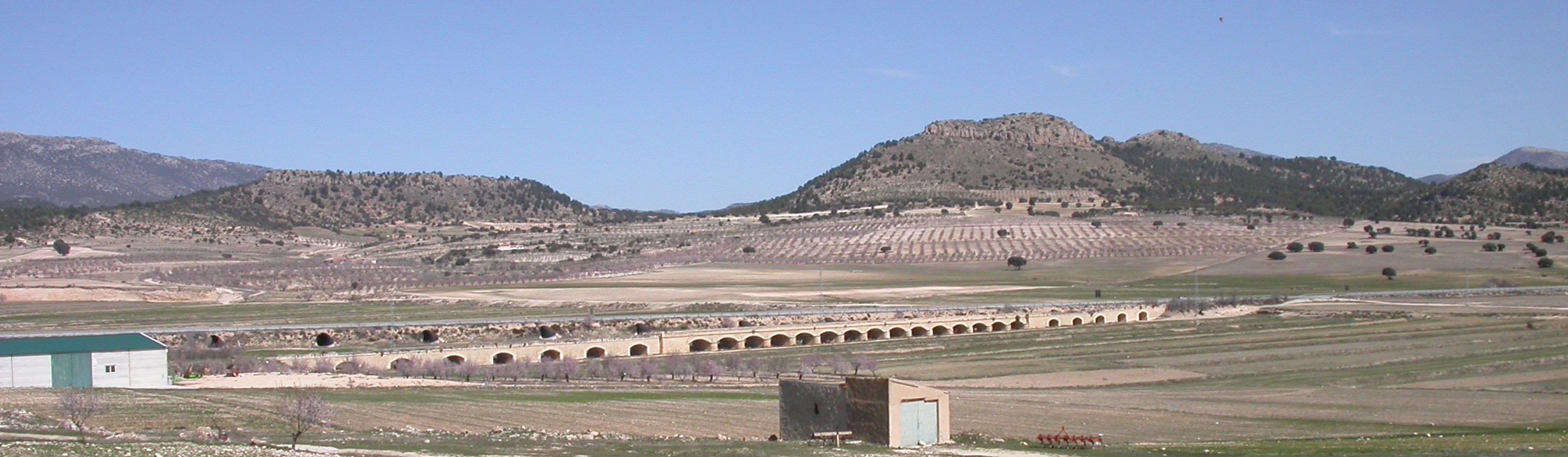
La rambla de Almaciles con el puente que la cruza. Al fondo, el pico Almacilón.

La parroquia perteneció siempre a la Archidiócesis de Toledo hasta 1953, cuando pasó a formar parte de la Diócesis de Guadix durante una reestructuración general de las diócesis impulsada desde la Santa Sede.
A partir de la década de los 50 se produjo una importante emigración a localidades de provincias levantinas para abastecer la demanda de producción en las fábricas conserveras. Ésta fue la causa por la que muchas familias de Almaciles y del resto del municipio se establecieran de manera definitiva en Molina de Segura y Alcantarilla, ya que fueron las ciudades que abanderaron el florecimiento de esta industria.
También hubo familias que emigraron al Campo de Cartagena y se establecieron en La Aljorra y en toda la comarca del Mar Menor. Otras fijaron su residencia en ciudades como Elche, en Alicante y Alcora, en Castellón aprovechando la pujante industria del calzado en la primera, y azulejera en la segunda.
El 26 de julio de 2012 tuvo lugar en Almaciles un pleno ordinario de la Diputación de Granada con gran afluencia de vecinos, siendo la primera vez en la historia de la institución que se celebraba fuera de la capital granadina.

## Geografía
Almaciles está situada dentro de una encrucijada de provincias y comunidades autónomas. Es la población más cercana (5,3 km) al punto donde se unen las provincias de Granada, Murcia y Albacete, estando a menos de 3,5 km de la Región de Murcia, a 5 km de la provincia albaceteña, a unos 12 km de la provincia de Almería y a unos 22 km de la provincia de Jaén.
El pueblo está en las faldas del pico Moralejo (1.501 m s. n. m.), a caballo entre dos cerros, dominando una gran cañada que se extiende de noroeste a sureste donde se encuentran la mayoría de los terrenos agrícolas de la población. Por la cañada discurre la Rambla de Almaciles, un curso de agua irregular que forma parte de la cuenca endorreica del Campo de la Puebla.
Toda la zona está por encima de los 1000 m s. n. m. En las cercanías, en un radio de seis kilómetros, se encuentran los picos de Burruezo (1.592 m s. n. m.), Moralejo (1.501 m s. n. m.) y Almacilón (1.412 m s. n. m.) y en un radio de veinte kilómetros hay dos picos por encima de los 2000 m s. n. m.: La Sagra (2.382 m s. n. m.) y Revolcadores (2.014 m s. n. m.).
Las localidades más cercanas a Almaciles, aparte de la capital del municipio, son El Entredicho, Cañada de la Cruz y El Moral, todas en la Región de Murcia.

## Demografía
Según el Instituto Nacional de Estadística de España, en el año 2019 Almaciles contaba con 239 habitantes censados, lo que representa el 10,62% de la población total del municipio.

### Evolución de la población
| Gráfica de evolución demográfica de Almaciles entre 2009 y 2019 |
|                                                                 |
| Datos según el nomenclátor publicado por el INE.                |

## Economía
La economía de Almaciles se basa principalmente en una agricultura y ganadería deficitarias y subsidiadas. En el sector servicios existen apenas un par de establecimientos que atienden a los usuarios de la carretera A-330.

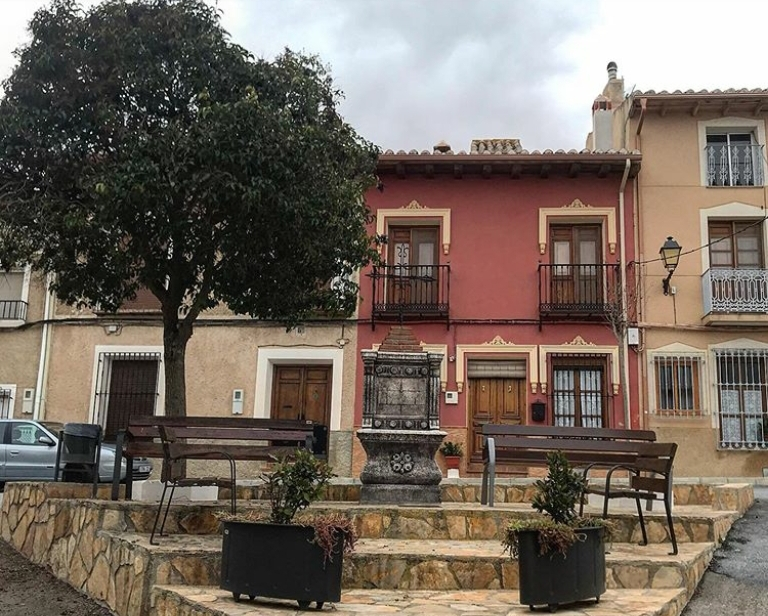
Calle Nueva, en Almaciles

La agricultura es extensiva y de secano, sometida a la gran altitud y el riguroso clima de la zona, con unos rendimientos bastante pobres. Los cultivos principales son el almendro, la cebada y el trigo. La ganadería también se practica en su modalidad extensiva, principalmente con ganado ovino.
A principios del siglo XX existía una rudimentaria industria basada en la destilación de esencias de las abundantes plantas aromáticas de la zona, principalmente espliego, aunque también mejorana y romero. Esta actividad ya desapareció.
Una parte fundamental de la economía almacileña son los subsidios y prestaciones sociales en diversas formas. Además de los mencionados subsidios agrícolas, un gran porcentaje de la población percibe pensiones de jubilación y un porcentaje también alto cobra la prestación por desempleo a través del Plan de Fomento del Empleo Agrario (PFEA).

## Comunicaciones

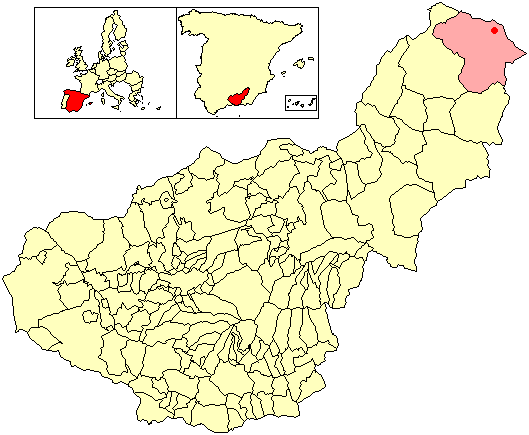
Situación de Almaciles respecto al término municipal de la Puebla de Don Fadrique, en la provincia de Granada.

### Carreteras
Se encuentra en una vía de paso natural entre las comarcas de Huéscar, del Noroeste Murciano, de la Sierra de Segura de Jaén y de Los Vélez de Almería.
La única carretera que da servicio a la localidad es la A-330, que forma parte de un gran eje heredero del antiguo Camino Real de Valencia a Granada, muy transitado por tráfico pesado que une las mencionadas capitales pasando por Fuente la Higuera, Calasparra, Caravaca y Cúllar. Almaciles es la primera localidad granadina de dicha ruta.
| Identificador | Denominación                   | Itinerario           |
| ------------- | ------------------------------ | -------------------- |
| A-330         | Carretera de Cúllar a Caravaca | Cúllar - L.P. Murcia |

Referencias antiguas mencionan que Almaciles estaba «junto al camino de herradura de la provincia de Almería a Sierra-Segura». Dicho camino ya no existe y la conexión entre Los Vélez y la Sierra de Cazorla discurre unos kilómetros más al oeste por la carretera A-317.
A menos de un kilómetro de Almaciles discurre el sendero de Gran Recorrido GR-7.
Algunas distancias entre Almaciles y otras ciudades:
| Ciudades  | Distancia (km) | Ciudades | Distancia (km) | Ciudades | Distancia (km) | Ciudades  | Distancia (km) |
| --------- | -------------- | -------- | -------------- | -------- | -------------- | --------- | -------------- |
| Huéscar   | 32             | Granada  | 189            | Motril   | 254            | Toledo    | 432            |
| Murcia    | 122            | Linares  | 190            | Málaga   | 303            | Madrid    | 437            |
| Cartagena | 165            | Almería  | 225            | Valencia | 339            | Barcelona | 628            |
| Albacete  | 187            | Jaén     | 232            | Sevilla  | 420            | Zaragoza  | 658            |

## Servicios

### Educación
El único centro educativo que hay en la localidad es:
| Denominación genérica                    | Nombre del centro | Naturaleza | Dirección           |
| ---------------------------------------- | ----------------- | ---------- | ------------------- |
| Colegio de educación infantil y primaria | CEIP San Isidro   | Público    | Calle Escuelas, s/n |

## Cultura

### Patrimonio
En los alrededores de Almaciles existen varios yacimientos arqueológicos donde se han encontrado restos desde el Bronce final hasta periodo romano, destacando los yacimientos íberos. Destaca el yacimiento del cerro Almacilón y sobre todo el de la Molata de Casa Vieja donde existe evidencia de algún poblado, asentamientos rurales en el llano, necrópolis e incluso un santuario de donde se recuperaron a principios de los años 1980 exvotos en bronce, al parecer hoy desaparecidos.

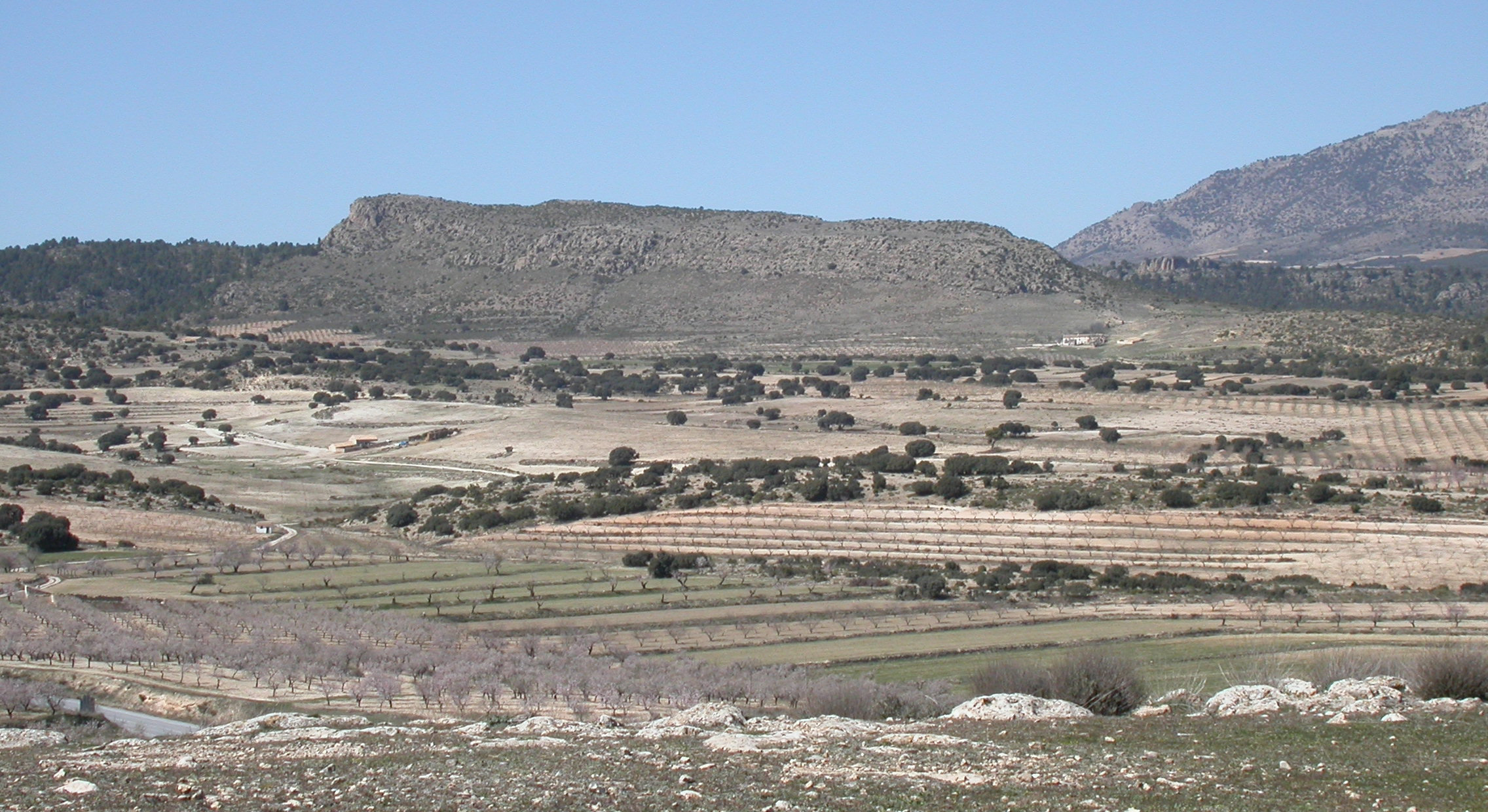
La Molata de Casa Vieja, emplazamiento de un importante oppidum íbero.

En 1819 se descubrió no lejos del pueblo un sepulcro que contenía los esqueletos de un niño de diez a doce años de edad, en cuclillas, y de dos hombres atravesados de pecho a espalda por una lanza de cobre sin cubo.
Por otra parte en el caserío de Pedrarías hay un importante yacimiento romano donde se han descubierto monedas romanas y de otros pueblos.
En el pueblo destaca la iglesia parroquial de San Antonio Abad, con una escultura del titular atribuida al círculo de Francisco Salzillo. También hay un antiguo lavadero público en desuso.
De interés es el puente por medio del cual la carretera cruzaba la cañada de Almaciles. El puente cuenta con un total de veintisiete ojos y unos 350 m de largo y dio origen a esta letrilla popular:

Pueblo de los Almaciles

te puedes llamar dichoso

que no hay en España entera

un puente con tantos ojos

El puente estuvo en servicio hasta mediados de los años 1990 cuando la remodelación de la A-330 lo dejó en desuso, aunque sigue en pie y en buen estado.

### Fiestas
A finales de agosto se celebran sus fiestas populares. El 17 de enero tiene lugar la festividad de San Antonio Abad, patrón del pueblo.
También se celebra una romería en honor a San Isidro Labrador el fin de semana más próximo al día del santo, considerado copatrón de la pedanía. Esta festividad tuvo lugar por vez primera el 15 de mayo de 1947. Al año siguiente se construyó una ermita en honor del santo en el paraje llamado El Portugués donde, desde entonces, acontece anualmente la romería.

#### Cuadrilla de Ánimas
Las cuadrillas de ánimas son agrupaciones musicales típicas de todo el sureste español. Surgieron para ayudar a las almas a salir del Purgatorio, y se encargan de pedir donativos para ayudar a los pobres y misas.

### Gastronomía
La gastronomía local incluye las migas, andrajos con liebre, ajo de harina, lomo de orza y embutidos. También hay variedad de dulces navideños: mantecados, rollos de vino, de huevo, de naranja y manchegos. Las bebidas más típicas son la mistela (especialmente en las bodas) y la cuerva.

## Almacileños célebres
- Fortunato Arias (1891-1936), sacerdote y beato.[11]